# زبابة دقيقة غرنديدية
زبابة دقيقة غرنديدية أو مدال زبابي غرنديدية (الاسم العلمي: ) نوع من الثدييات المنتمية إلى فصيلة المداليات. موطنه مدغشقر.